# گیلبرت راگبی
گیلبرت راگبی (انگلیسی: Gilbert Rugby) شرکت تجهیزات ورزشی بریتانیایی است، که در سال ۱۸۲۳ توسط ویلیام گیلبرت تأسیس شد.